# قاسم قشلاقی
قاسم قشلاقی یک روستا در اردبیل ایران است که در دهستان بالغلو واقع شده‌است. این روستا در کیلومتر ۹ اردبیل به سرعین واقع شده است. رودخانه بالیغ لی چای از مرکز آن میگذرد و به طور سنتی به آن منطقه چایپارا گفته میشود. باغ ارباب در ضلع جنوبی روستا واقع شده است و عمده فعالیت اقتصادی ساکنین از محل کشاورزی میباشد  قاسم قشلاقی ۵۰۰ نفر جمعیت دارد.